# 御家門
御家門，指名家的一族，又稱家門。
在江戶時代的中，御家門指親藩，特別是德川將軍家家族及德川家康的兄弟後裔的大名家、旗本家。御家門被允許以家康原本的姓氏松平姓繼承。著名的御家門有越前松平家，而御家門多數不能擔任幕府的職位，就算能擔任也不過是流於形式。
- 越前松平家 - 家康次子結城秀康後裔
- 會津松平家 - 第二代將軍德川秀忠庶子保科正之後裔
- 越智松平家 - 第六代將軍德川家宣的弟弟松平清武後裔
- 奧平松平家 -　家康外孫松平忠明後裔
- 久松松平家 -　家康異父兄弟後裔

文部科學省認定的歷史教科書只將越前家和會津家列為御家門。
此外，加賀藩前田家、鳥取藩池田家、岡山藩池田家是與將軍家有很大的姻親關係的大名家，幾乎可以視為準御家門，所以這幾家都獲賜了松平姓葵紋家紋。
然而，和同是德川姓的御三家、御三卿比較、御家門只是一種特殊待遇。

## 相關項目
- 松平氏
- 御連枝